# 투맨
"투맨"은 1996년에 개봉한 대한민국의 영화이다.

## 캐스팅
- 최재성 : K / 도식 역
- 허준호 : 태식 역
- 유혜정 : 유 형사 역
- 장항선 : 임 형사 역
- 김하연 : 혜진 역
- 송금식 : 박과장 역
- 손종호 : 쌍피 역
- 김승현 : 육손 역
- 독고성 : 파파 역
- 김영은 : 미애 역
- 황인조 : 육손중간보스 역
- 정길묵 : 차룡보스 역
- 정봉연 : 망치 1 역
- 우형준 : 망치 2 역
- 송광수 : 망치 3 역
- 김영천 : 장 회장 역
- 김연성 : 강 회장 역
- 박정 : 고교대장 역
- 이영숙 : 어머니 역
- 박영신 : 고삐리 여 역
- 윤미 : 사내부인 역
- 구영서 : 차룡보스 애인 역
- 고영도 : 부검의 역
- 최유길 : 은행지점장 역
- 정우혁 : 박 사장 역